# سعيد حسبان (فنان تشكيلي)
سعيد حسبان (بالفرنسية: Said Houssbane)‏ هو فنان تشكيلي مغربي مشهور[بحاجة لمصدر]. وُلد في 29 مارس عام 1957 في مدينة الدار البيضاء. يعيش ويعمل حاليا فيها. يُلقب ببلقب تقني الفن (بالفرنسية: Technicien de l'art)‏.
درس الفنون التشكيلية وتاريخ الفن في المدرسة العليا للفنون الجميلة في الدار البيضاء.
قام باعطاء دروس حول التنمية البشرية[وصلة لصفحة توضيح] في جامعة الحسن الثاني بمدينة المحمدية.
شغل منصب نائب الامين العام لجمعية اللمة.